# Francesc Fàbregas i Soler
Francesc Fàbregas i Soler (Arenys de Mar,
4 de maig de 1987), conegut com a Cesc o Fàbregas, és un exfutbolista professional català format a les categories inferiors del FC Barcelona. Va acabar la seva carrera com a professional al Como 1907 italià, i va anunciar la retirada l'1 de juliol de 2023, alhora que va comunicar que passaria a entrenar el Como B. La temporada 2024-2025 Fàbregas és l'entrenador del primer equip del Como 1907, que va ascendir a la Serie A d'Itàlia després d'anys militant a la Serie B.
El 2003, amb 16 anys, va ser fitxat per l'Arsenal FC aprofitant un buit legal, i a l'estiu del 2011 el FC Barcelona el va recuperar per gairebé 40 milions d'euros. El juny del 2014 va fitxar pel Chelsea FC per un total de 33 milions d'euros. Ha estat internacional amb la selecció espanyola en 89 ocasions i hi ha marcat 13 gols. També amb la selecció de futbol de Catalunya, en 3 ocasions sense marcar cap gol.

## Biografia

### Els inicis
Es va formar al planter del Futbol Club Barcelona, on havia ingressat en edat infantil, procedent del CE Mataró. Al Barça, Cesc va formar part dels equips infantil, cadet i juvenil, on va coincidir, entre d'altres, amb Gerard Piqué i Leo Messi.
Va jugar amb la selecció espanyola el Mundial sub-17 del 2003, en el qual va destacar per guanyar els trofeus al millor jugador i al màxim golejador del torneig. Va perdre la final enfront de la selecció del Brasil.

### Arsenal FC
Sense haver jugat mai un partit amb el primer equip, l'octubre del 2003 va ser fitxat per l'Arsenal FC quan encara tenia 16 anys i no tenia contracte professional amb el Barça. A l'edat de 16 anys i 177 dies debutà amb el primer equip en un partit de lliga contra el Rotherham United. El desembre del 2003 marcà el primer gol oficial contra el Wolverhampton, sent així el més jove en marcar un gol a la història de l'Arsenal amb només 16 anys i 212 dies.
Tot i això, no va ser fins a la temporada 2004-2005 que Cesc va començar a fer aparicions regulars en el primer equip. Ho va fer per a substituir els migcampistes titulars que havien caigut lesionats.
La temporada 2005-2006, després de la marxa d'Edu al València CF i de Patrick Vieira, es converteix en titular en el centre del camp de l'equip londinenc. Al principi va ser criticat pel seu poc pes, la seva poca alçària i la falta de resultats tangibles del seu joc. Malgrat això, aquesta temporada va marcar el primer gol de la victòria contra el Blackburn Rovers. Va ser elogiat per la seva actuació davant el Reial Madrid als vuitens de final de la Lliga de Campions i tres setmanes més tard pel seu partit contra la Juventus FC a les portes de final on va marcar el primer dels tres gols del seu equip.
El 2006 va ser guardonat amb el Premi Golden Boy, que és atorgat al millor futbolista mundial menor de 21 anys.

### Retorn al FC Barcelona
El 14 d'agost del 2011, el president del FC Barcelona Sandro Rosell va anunciar el fitxatge del jugador amb la frase «És un dels nostres!». El 15 d'agost del 2011 es va oficialitzar el seu retorn al FC Barcelona, després d'unes llargues negociacions amb l'Arsenal FC, que ja s'havien intentat l'estiu anterior. Cesc fitxà per 5 anys amb una clàusula de rescissió de 200 milions d'euros. D'aquesta manera, esdevingué el sisè jugador a ser traspassat al Barça des de l'Arsenal des de l'any 2000. El cost de l'operació es tancà en 29 milions fixes, més 5 milions en variables en funció dels èxits esportius del club i 5 milions més que aportaria el mateix jugador.
Va tornar a debutar amb la samarreta blaugrana al partit de tornada de la Supercopa d'Espanya de futbol 2011 disputat amb el Reial Madrid, trofeu que es va acabant enduent el FC Barcelona per un resultat global de 5-4. Només uns dies després, va contribuir amb un gol a guanyar la Supercopa d'Europa, de tal manera que en només vuit dies va esdevenir protagonista de la victòria barcelonista en dos títols oficials.

### Chelsea FC
El juny del 2014 el Barça el va traspassar al Chelsea FC per un total de 33 milions d'euros. Cesc firmà amb el Chelsea un contracte per cinc temporades.

### Mònaco
L'11 de gener de 2019, Fàbregas signà contracte amb l'AS Monaco FC fins a l'estiu de 2022.

## Internacional

### Selecció catalana
El 30 de desembre de 2011 va disputar amb la selecció catalana el Trofeu Catalunya Internacional 2011,  contra la selecció de Tunísia, un partit disputat a l'Estadi Olímpic Lluís Companys, que va acabar en empat a 0.
El 30 de desembre de 2013 va disputar amb la selecció catalana el Trofeu Catalunya Internacional 2013, un partit contra la selecció de Cap Verd, un partit disputat a l'Estadi Olímpic Lluís Companys de Barcelona, que va acabar amb victòria de la selecció catalana per 4 gols a 1.

### Selecció espanyola
L'1 de març de 2006 va debutar amb la selecció espanyola absoluta, de manera que va esdevenir el jugador més jove en fer-ho en 80 anys.
Va ser seleccionat per Luis Aragonés per a participar en la Copa del Món de Futbol 2006.
Seleccionat també per formar part dels 23 jugadors que participen en l'Eurocopa 2008. El seu primer gol amb Espanya el va fer de cap el 10 de juny de 2008 davant Rússia on van acabar guanyant 4-1.
El 27 de maig de 2013, entrà a la llista de 26 preseleccionats per Vicente del Bosque per disputar la Copa Confederacions 2013, i posteriorment el 2 de juny, entrà a la llista definitiva de convocats per aquesta competició.
El 31 de maig de 2014 entrà a la llista de 23 seleccionats per Vicente del Bosque per participar en la Copa del Món de Futbol de 2014; aquesta serà la seva tercera participació en un mundial. En cas que la selecció espanyola, la campiona del món del moment, guanyés novament el campionat, cada jugador cobraria una prima de 720.000 euros, la més alta de la història, 120.000 euros més que l'any anterior.

### Estadístiques fins al 17 d'agost de 2011
| Equip              | Temporada          | Lliga   | Lliga | Lliga        | Copa    | Copa | Copa         | Europa  | Europa | Europa       | Total   | Total | Total        |
| Equip              | Temporada          | Partits | Gols  | Assistències | Partits | Gols | Assistències | Partits | Gols   | Assistències | Partits | Gols  | Assistències |
| ------------------ | ------------------ | ------- | ----- | ------------ | ------- | ---- | ------------ | ------- | ------ | ------------ | ------- | ----- | ------------ |
| Arsenal FC         | 2003-04            | 0       | 0     | 0            | 3       | 1    | 0            | 0       | 0      | 0            | 3       | 1     | 0            |
| Arsenal FC         | 2004-05            | 33      | 2     | 4            | 8       | 0    | 0            | 5       | 1      | 0            | 43      | 3     | 4            |
| Arsenal FC         | 2005-06            | 35      | 3     | 5            | 2       | 1    | 0            | 13      | 1      | 0            | 50      | 5     | 5            |
| Arsenal FC         | 2006-07            | 38      | 2     | 13           | 6       | 0    | 2            | 10      | 2      | 1            | 54      | 4     | 16           |
| Arsenal FC         | 2007–08            | 32      | 7     | 20           | 3       | 0    | 1            | 10      | 6      | 2            | 45      | 13    | 23           |
| Arsenal FC         | 2008–09            | 22      | 3     | 10           | 1       | 0    | 0            | 10      | 0      | 5            | 33      | 3     | 15           |
| Arsenal FC         | 2009–10            | 27      | 15    | 15           | 1       | 0    | 1            | 8       | 4      | 3            | 36      | 19    | 19           |
| Arsenal FC         | 2010-11            | 25      | 3     | 14           | 6       | 3    | 1            | 5       | 3      | 2            | 35      | 9     | 17           |
| Total Arsenal FC   | Total Arsenal FC   | 212     | 35    | 80           | 30      | 5    | 5            | 61      | 17     | 15           | 303     | 57    | 100          |
| FC Barcelona       | 2011-12            | 0       | 0     | 0            | 1       | 0    | 0            | 1       | 1      | 0            | 2       | 1     | 0            |
| Total FC Barcelona | Total FC Barcelona | 0       | 0     | 0            | 1       | 0    | 0            | 1       | 1      | 0            | 2       | 2     | 0            |
| Total carrera      | Total carrera      | 212     | 35    | 80           | 31      | 5    | 5            | 62      | 18     | 15           | 305     | 59    | 100          |

## Palmarès

### Arsenal FC
- 1 Copa anglesa (2004-05)
- 1 Community Shield (2004)

### FC Barcelona
- 1 Trofeu Joan Gamper: (2011)
- 2 Supercopes d'Espanya: (2011, 2013[23])
- 1 Supercopa d'Europa: (2011)[24]
- 1 Campionat del Món de Clubs de futbol: (2011)[25]
- 1 Copa del Rei de futbol: (2011-12)
- 1 Lliga espanyola: (2012-13)

### Chelsea FC
- 1 Lliga Europa de la UEFA (2018-19)
- 2 FA Premier League (2014-15, 2016-17)
- 1 Copa anglesa (2017-18)
- 1 Copa de la Lliga (2015)

### Selecció espanyola
- 1 Copa del Món (2010)
- 2 Campionats d'Europa (2008 i 2012)
- Equip Ideal de l'Eurocopa 2008 i Eurocopa 2012

### Com a entrenador
Va aconseguir ascendir al Como 1907 a la sèrie A en la seva primera temporada com a entrenador quan encara ni tan sols tenia el títol d'entrenador.
| Equip     | Temporada | Lliga   | Lliga | Lliga | Lliga | Lliga   | Copa    | Copa | Copa | Copa | Copa    | Europa  | Europa | Europa | Europa | Total   | Total | Total | Total |
| Equip     | Temporada | Partits | G     | E     | P     | Posició | Partits | G    | E    | P    | Posició | Partits | G      | E      | P      | Partits | G     | P     | E     |
| --------- | --------- | ------- | ----- | ----- | ----- | ------- | ------- | ---- | ---- | ---- | ------- | ------- | ------ | ------ | ------ | ------- | ----- | ----- | ----- |
| Como 1907 | 2023-2024 | 38      | 21    | 10    | 7     | 2a      | 0       | 0    | 0    | 0    |         | 0       | 0      | 0      | 0      | 38      | 21    | 10    | 7     |
| Como 1907 | Total     | 38      | 21    | 10    | 7     |         |         |      |      |      |         | 0       | 0      | 0      | 0      | 38      | 21    | 10    | 7     |